# Operacja Catechism
Operacja Catechism – ostatnia z dziewięciu prób zatopienia lub uszkodzenia pancernika Kriegsmarine Tirpitz w czasie drugiej wojny światowej. Tym razem akcja zakończyła się całkowitym sukcesem; okręt został zatopiony wraz z dużą częścią załogi.

## Tło operacji
Niemiecki pancernik Tirpitz stacjonujący od roku 1942 w fiordach północnej Norwegii stanowił, w opinii Admiralicji i premiera Churchilla, ogromne zagrożenie dla konwojów arktycznych, za pomocą których zaopatrywano w materiały wojenne sojuszniczy Związek Radziecki. Konwoje te przewoziły ogromne ilości materiałów wojennych z portów Wielkiej Brytanii i Islandii i były atakowane przez niemieckie siły powietrzne i morskie operujące z norweskich baz. Tirpitz przybył do Norwegii w styczniu 1942 roku i od tego czasu operował z kotwicowisk w tamtejszych fiordach. Gdy był w gotowości bojowej, Royal Navy zmuszona była utrzymywać w pogotowiu w bazach w północnej Szkocji wielkie okręty Home Fleet, których zadaniem była osłona konwojów arktycznych przed możliwym atakiem niemieckiego pancernika - towarzyszyły one większości konwojów jako eskorta na niektórych odcinkach ich trasy. W rzeczywistości, mimo tych obaw, Tirpitz stanowił niewielkie zagrożenie dla żeglugi aliantów. Począwszy od końca 1943 roku pancernik nie mógł wyjść w morze nawet na ćwiczenia, tak silna była obawa przed alianckimi atakami; nie bez znaczenia były niedostatki zaopatrzenia w paliwo. Niedostatki te były tak poważne, że Niemcy nie mogli przeprowadzić okrętu na inne, trudniejsze do wykrycia i zaatakowania, kotwicowisko. Alianci – nie zdając sobie z tego sprawy – wielokrotnie dokonywali rajdów przeciw Tirpitzowi.
Z dotychczasowych ośmiu ataków sił alianckich (jednego w wykonaniu miniaturowych okrętów podwodnych typu X, jednego dokonanego przez samoloty radzieckie i sześciu przez lotnictwo brytyjskie) częściowym sukcesem zakończyły się trzy, a pancernik był wycofywany z linii na kolejne miesiące. Dowódca Kriegsmarine, grossadmiral Karl Dönitz, rozkazał uszkodzenia, jakich doznawał Tirpitz w czasie operacji alianckich, usuwać. Chociaż pancernik, wobec braku wsparcia lotniczego, nie mógł już działać przeciw konwojom alianckim, był jednak potrzebny do trzymania w szachu floty przeciwnika.
Dopiero siódmy atak (operacja Paravane) spowodował bardzo poważne uszkodzenia. Okręt wprawdzie nie tonął, ale uszkodzenia układu napędowego unieruchomiły Tirpitza, a naprawa wymagała przeholowania do odpowiedniego dużego suchego doku. Jednak od zniszczenia doku Normandie podczas rajdu na Saint-Nazaire – czego Brytyjczycy dokonali z rozmysłem – w rękach niemieckich takiego doku nie było, a próba przeholowania pancernika do Kilonii lub Wilhelmshaven pokonując kontrolowane przez Home Fleet i RAF Morze Północne równałaby się samobójstwu.

## Wykonanie

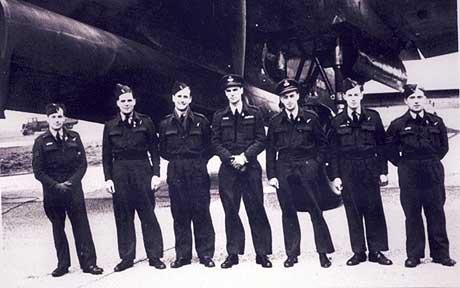
Por. John Leavitt (C) i załoga przed startem

Jeden z niemieckich dokumentów, odnalezionych przez aliantów po wojnie, informował, że: „23 września 1944 roku, podczas konferencji z udziałem dowódcy i sztabowców Kriegsmarine uznano, że Tirpitz nie będzie mógł brać w przyszłości udziału w żadnych morskich akcjach bojowych…”. Niemcy postanowili przeholować okręt na południe, do Tromsø, gdzie miałby być użyty jako bateria nawodna podczas spodziewanej inwazji aliantów w Norwegii. Pancernik został osadzony na specjalnie usypanej w tym celu ławicy piasku u brzegów wysepki Håkøya, a jego kil został dodatkowo podparty, by nawet po zatopieniu działa znajdowały się nad wodą. Nie mogło to jednak zabezpieczyć okrętu przed przewróceniem się w wyniku wybuchów bomb u jednej z burt. Ponadto (z czego Niemcy nie zdawali sobie sprawy) przeniesiony na południe Tirpitz znalazł się w zasięgu bombowców bazujących w Szkocji.
Brytyjczycy nie wiedzieli, że tak skutecznie okaleczyli Tirpitza, kontynuowali więc ataki, które mogły teraz być przeprowadzane w oparciu o bazę w Lossiemouth. Z powodu silnego zachmurzenia Tirpitz nie odniósł poważniejszych obrażeń w trakcie operacji Obviate, lecz 12 listopada 1944 roku 30 ciężkich samolotów bombowych z 9. i 617. dywizjonu RAF (w locie wziął też jeden samolot z 463. dywizjonu Royal Australian Air Force, którego załoga miała filmować przebieg akcji) wystartowało raz jeszcze z Lossiemouth, kierując się ku Tirpitzowi unieruchomionemu pod Tromsø. Każdy bombowiec niósł jedną, 5-tonową bombę Tallboy.
Co najmniej dwie bomby trafiły Tirpitza powodując potężną eksplozję wewnątrz okrętu, który przewrócił się i spoczął na dnie do góry dnem. 
Około tysiąca ludzi z 1900-osobowej załogi pancernika zginęło lub zostało rannych. W nalocie jeden z samolotów 9. dywizjonu RAF został poważnie uszkodzony ogniem artylerii przeciwlotniczej, ale wylądował bezpiecznie w neutralnej Szwecji, a nikt z załogi nie ucierpiał.

## Rezultaty
Zniszczenie Tirpitza oznaczało, że prawdopodobieństwo ataków niemieckich okrętów nawodnych na konwoje arktyczne zaopatrujące ZSRR zmalało praktycznie do zera, dzięki czemu można było skierować kilka wielkich okrętów Royal Navy, do tej pory stacjonujących w bazach w Szkocji, na Ocean Spokojny dla wsparcia alianckich działań przeciw Japonii.